# Moroška Reka
Moroška Reka (makedonska: Морошка Река) är ett vattendrag i Nordmakedonien.   Det rinner genom kommunen Zrnovci, i den östra delen av landet, 80 kilometer öster om huvudstaden Skopje.